# Чень Цзи-ан
Чень Цзи-ан (кит.: 陈子昂, друге ім'я Бо-юй, нар. 661 — пом. 702) — китайський поет початку династії Тан, що жив майже одночасно з «чотирма видатними»: Ван Бо,  Ян Цзюн, Ло Бінь-ван, Лу Чжао-лінь.

## Біографія
Уродженець повіту Шехун області Цзичжоу (суч. Сичуань). У 684 році успішно витримав столичні іспити. Написана ним доповідь трону, присвячена актуальним політичним питанням, дуже сподобався імператриці У Цзетянь, яка призначила Чень Цзи—ана спочатку особистим секретарем, а потім цензором Державного секретаріату. Йому належать слова:
|  | «У правлінні государя немає нічого дорожчого за спокій людей» |

.
У 694 році він зазнав тюремного ув'язнення за допущену ним судову помилку. Через рік, вийшов на свободу і повернувся до служби. Згодом, як штабний офіцер, брав участь у каральному поході проти киданів, що здійснювали спустошливі набіги на північні межі Танської імперії. У 698 році залишив службу і повернувся в рідні місця. Там бурхливий і некерований характер поета привів його до конфлікту з начальником повіту, за наказом якого Ченя за сфабрикованим звинуваченням кинули в тюремну катівню, де поет і помер у віці 41 року.

## Творчість

Чень-Цзи-ан. Китайська мініатюра із авторською поезією

Вплив революційного нового стилю Чень Цзи-ана на становлення класичної поезії Тан важко переоцінити. Він насамперед знаменитий своїми поетичними описовими експромтами, які китайці називають ін. За поетичним темпераментом, він найменш «китайський» у порівнянні з більшістю своїх сучасників. Однак, якою б не була публічна поведінка Чень Цзи-ана, вірші його зовсім іншого характеру. Вони сповнені витонченості і поетичного містицизму, що робить практично неможливим їх адекватну передачу засобами іншої мови. Зберігся збірник його творів під назвою «Чень Боюй цзі» («Вибране Чень Боюя»).
Поет служив людям, служіння людям вимагав він і від поезії. У наближенні до такої гармонії в житті і творчості був ідеал подальшої поезії, і не дивно, що пізніші сучасники — серед них Ду Фу, Хань Юй, Бо Цзюй-і — виголосили чимало хвалебних слів про Чень Цзі-ана, який стояв біля витоків танської поезії. Серед його поезій вірші: «Пісня про сходження на Юйчжоуську вежу», «Вражений зустріччю»